# Houghton on the Hill
Houghton on the Hill è un villaggio e parrocchia civile dell'Inghilterra, appartenente alla contea del Leicestershire.